# Achille à Skýros

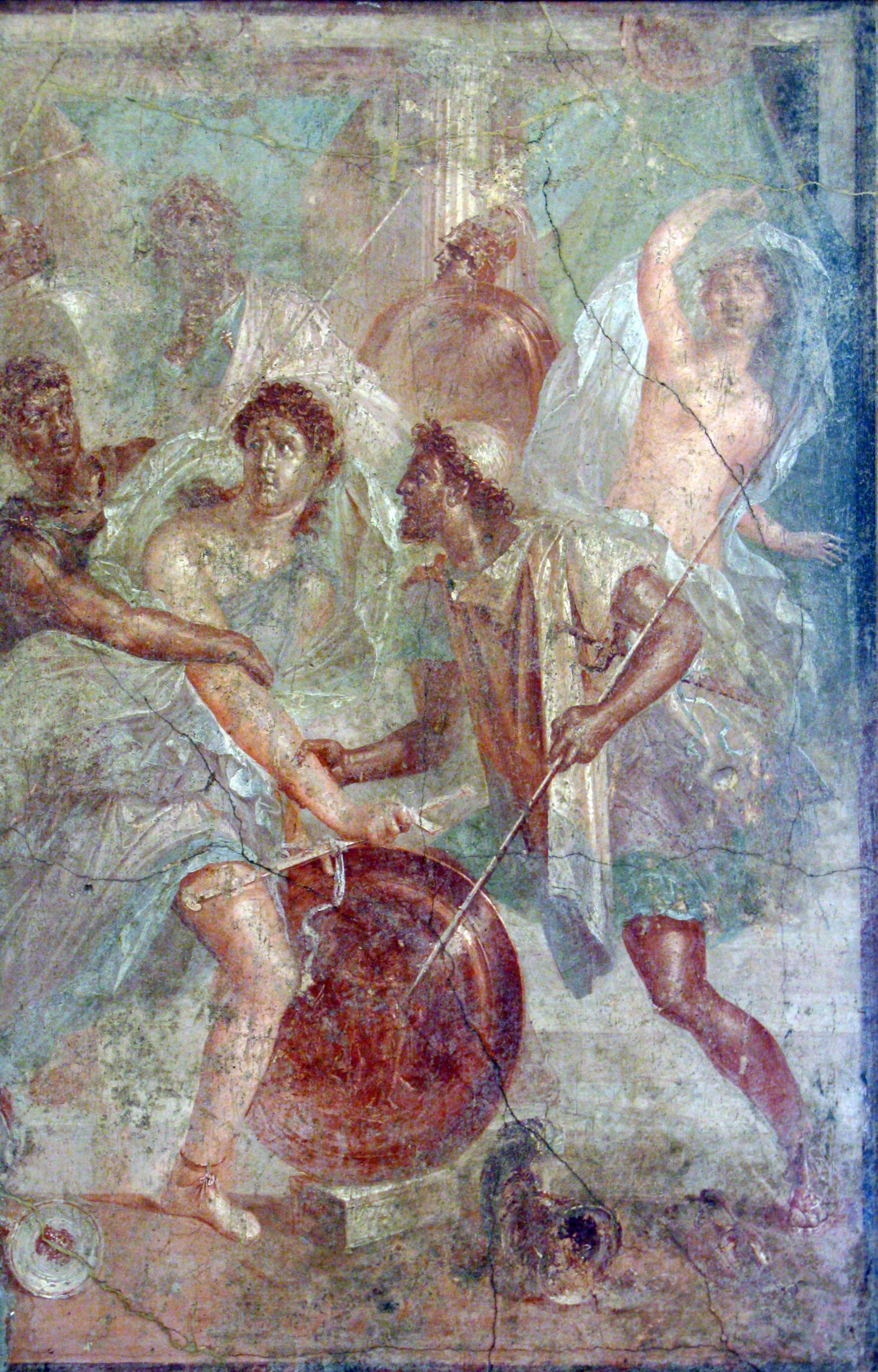
Fresque de la maison des Dioscures à Pompéi représentant Achille entre Diomède et Ulysse à Skýros.

Achille à Skýros est un épisode du mythe d'Achille, héros grec de la guerre de Troie. N'existant pas dans le poème épique d'Homère, l'Iliade, l'épisode est relaté en détail dans certaines versions ultérieures de l'histoire, notamment l'Achilléide du poète romain Stace. Le récit de la façon dont Achille s'est déguisé en fille à la cour du roi de Skýros, est tombé amoureux d'une des princesses et l'a épousée avant de partir pour Troie, est devenu un sujet populaire dans les arts et la littérature depuis l'époque classique jusqu'au milieu du XXe siècle. Les déguisements carnavalesques et les transpositions de genre au cœur de l'histoire ont été particulièrement populaires à l'opéra, avec plus de 30 opéras différents sur ce thème entre 1641 et 1857. 

## Récit

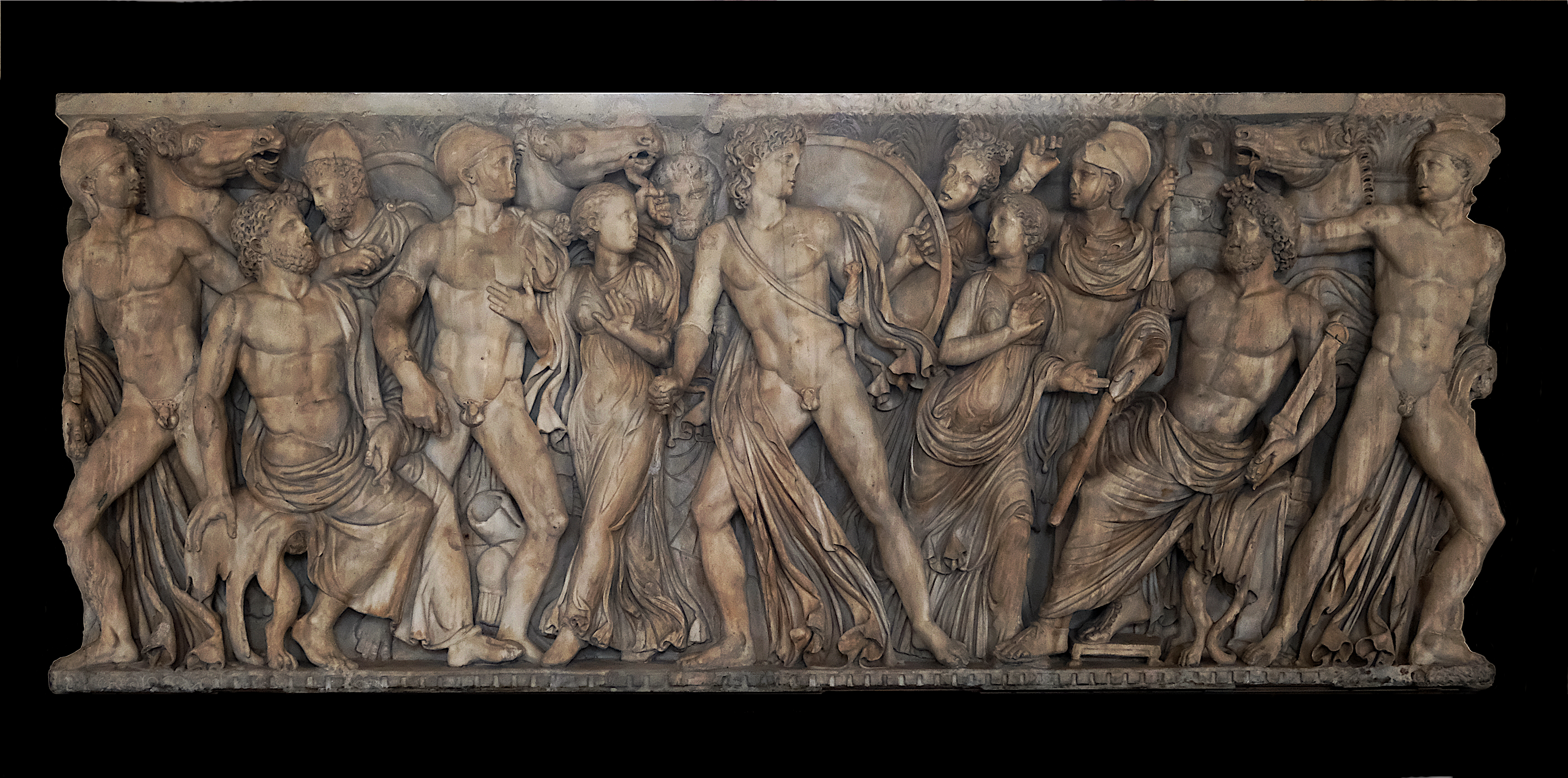
Achille chez le roi Lycomède, sarcophage (Louvre, Ma2120).

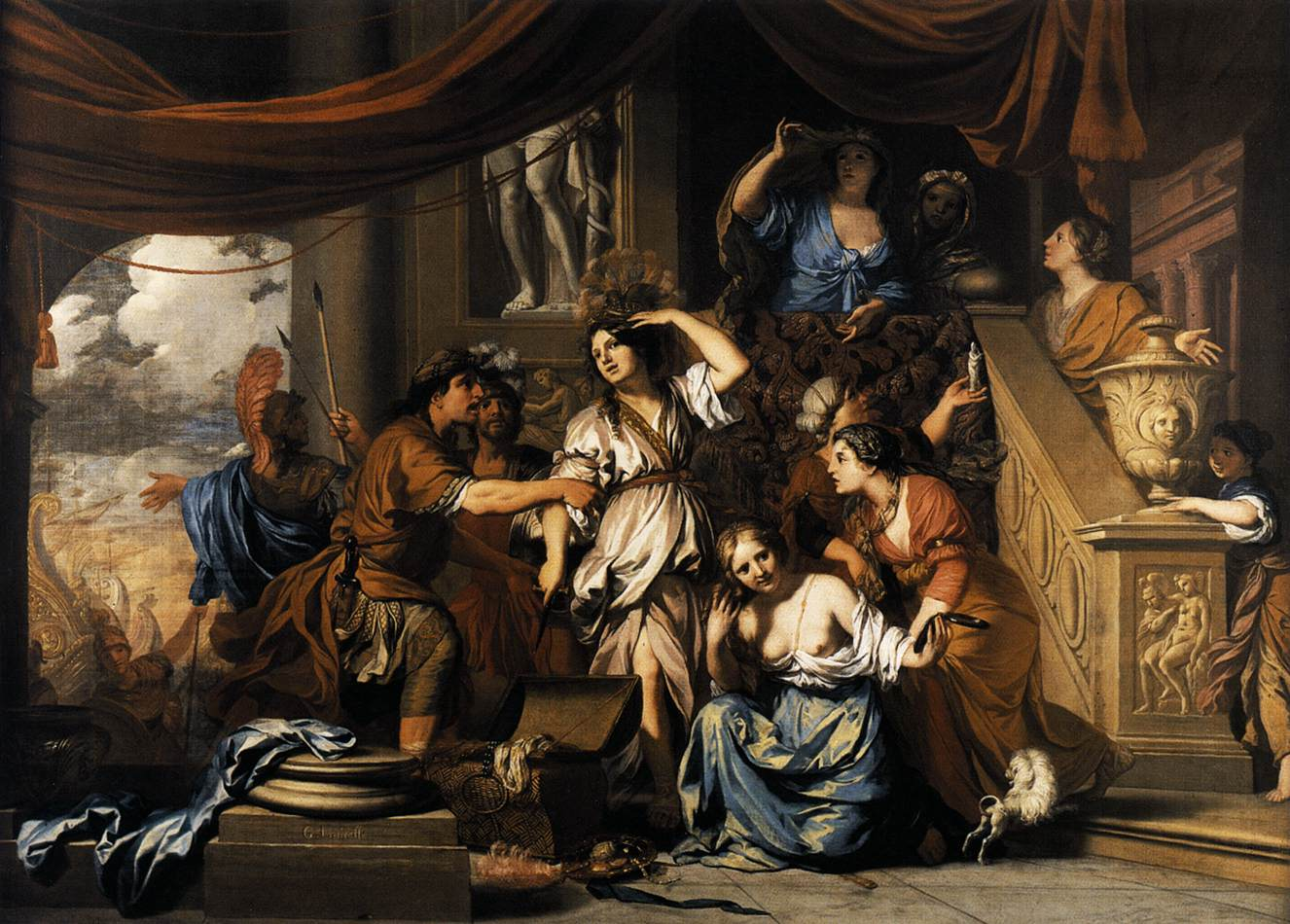
Achille découvert parmi les filles de Lycomède (Gérard de Lairesse v.1685).

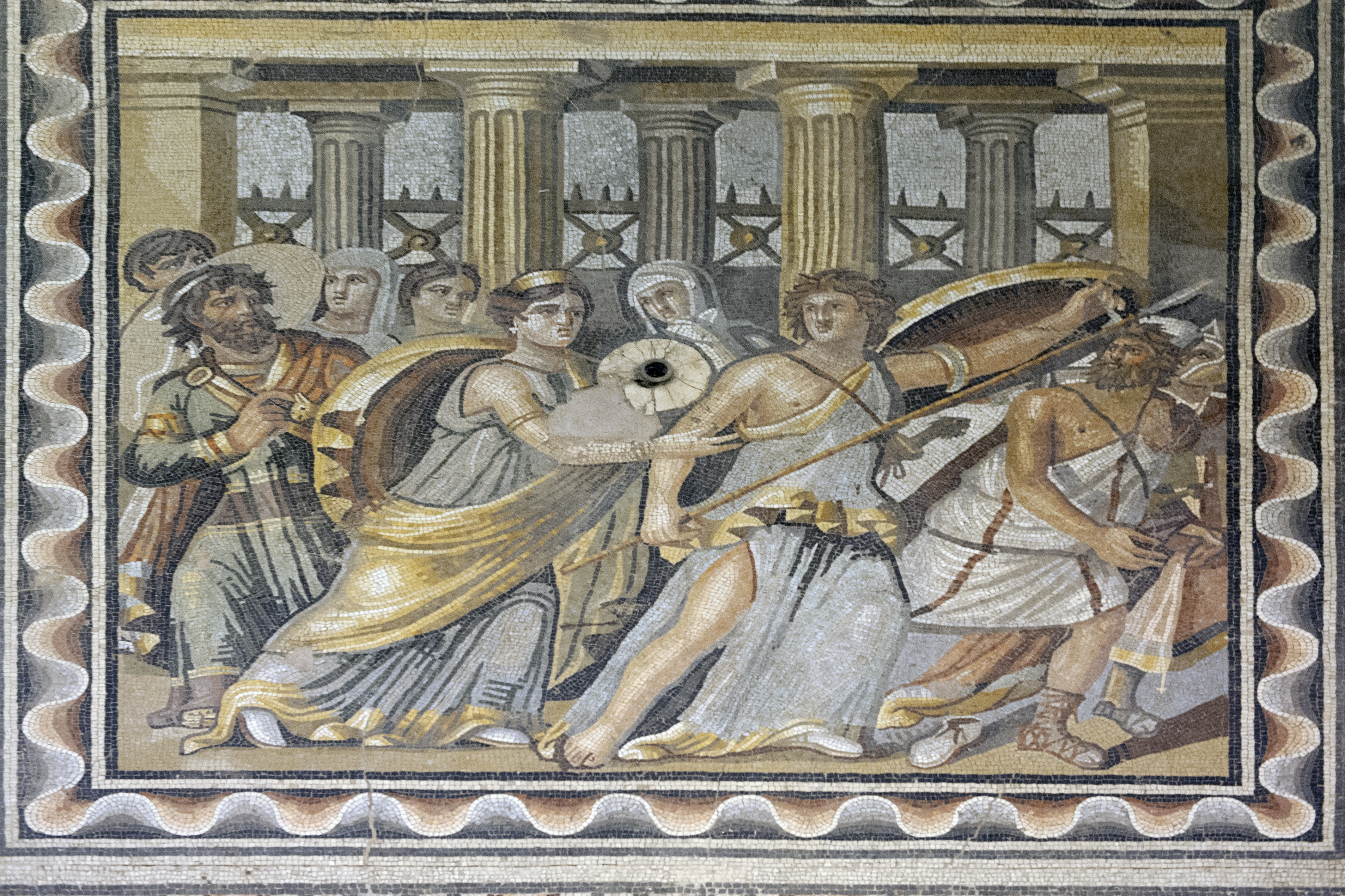
Mosaïque romaine provenant de la villa Poséidon de Zeugma, en Commagène, désormais au musée de Zeugma, représentant Achille déguisé en femme et Ulysse le poussant à se dévoiler.

Le mythe central d'Achille à Skýros, tel qu'il est présenté dans les sources antiques, est le suivant. Plutôt que de laisser son fils Achille mourir à Troie comme cela avait été prédit, la nymphe Thétis l'envoie vivre à la cour de Lycomède, roi de Skýros, déguisé en une autre fille du roi ou en dame d'honneur, sous le nom de Pyrrha la rousse, Issa ou Kerkysera. Achille y a une liaison avec Déidamie une des filles de Lycomède, et ils ont un ou deux fils, Néoptolème et Oneiros. Une autre prophétie ayant suggéré que la guerre de Troie ne serait pas gagnée sans Achille, Ulysse et plusieurs autres chefs achéens se rendent à Skýros pour le retrouver. Ulysse découvre Achille en offrant des cadeaux, des parures et des instruments de musique ainsi que des armes, aux filles du roi, puis en faisant imiter à ses compagnons les bruits d'une attaque ennemie sur l'île (notamment en faisant entendre le son d'une trompette), ce qui incite Achille à se révéler en choisissant une arme pour riposter, et ensemble ils partent pour la guerre de Troie. Dans certaines versions, Déidamie, déguisée en homme, le suit,.
La version la plus détaillée et élaborée est celle que l'on trouve dans le poème romain Achilléide. Dans ce poème, Thétis décide de cacher Achille à la cour de Lycomède. Achille est plutôt réticent, mais finit par consentir, attiré par la beauté de la plus belle fille du roi, Déidamie. Thétis le fait habiller en jeune fille et le présente à Lycomède comme sa fille qui aurait eu une éducation d'Amazone et qui doit maintenant apprendre les manières féminines en vivant parmi les filles ordinaires de son âge, afin de se préparer à un mariage normal dans le futur. Lycomède accepte de s'occuper de la fille et ses filles, qui ne se doutent de rien, acceptent Achille dans leur compagnie comme une autre jeune fille. Au bout d'un certain temps, il développe une amitié particulièrement étroite avec Déidamie et il lui est de plus en plus difficile de cacher son intérêt romantique et sexuel pour elle. Finalement, lors d'une fête nocturne en l'honneur de Dionysos, où les hommes ne sont normalement pas autorisés, Achille cède à ses désirs sexuels et viole Déidamie. 
Ensuite, pour la consoler, il lui révèle son vrai nom et son origine ; bien qu'effrayée par ce qui s'est passé, Déidamie ne veut pas qu'Achille subisse une punition de la part de son père et décide de garder secrets l'incident et son identité, ainsi que le fait qu'elle a conçu un enfant. Lorsqu'Ulysse et ses compagnons arrivent à Skýros, Achille, longtemps gêné par son déguisement féminin, est sur le point de se dévoiler mais Déidamie le retient. Ulysse utilise alors la ruse des cadeaux et de la trompette et révèle ainsi le secret. Achille entend Déidamie pleurer et avoue à Lycomède qu'ils ont eu une relation sexuelle et un enfant ensemble. Alors que les Achéens sont sur le point de partir à la guerre, Déidamie a le cœur brisé par la perte imminente d'Achille et demande si elle peut partir avec lui, mais cela semble impossible. Elle le supplie alors de garder leur fils dans ses pensées et de ne jamais avoir d'enfants avec d'autres femmes. Achille jure de retourner un jour auprès de Déidamie, mais le lecteur sait qu'il mourra à Troie.

## Interprétation artistique

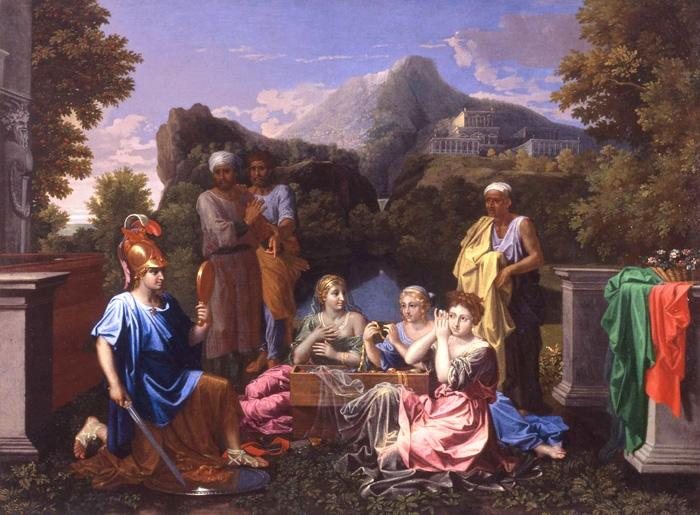
Achille à Skyros ou Achille parmi les filles de Lycomède de Nicolas Poussin (1656).

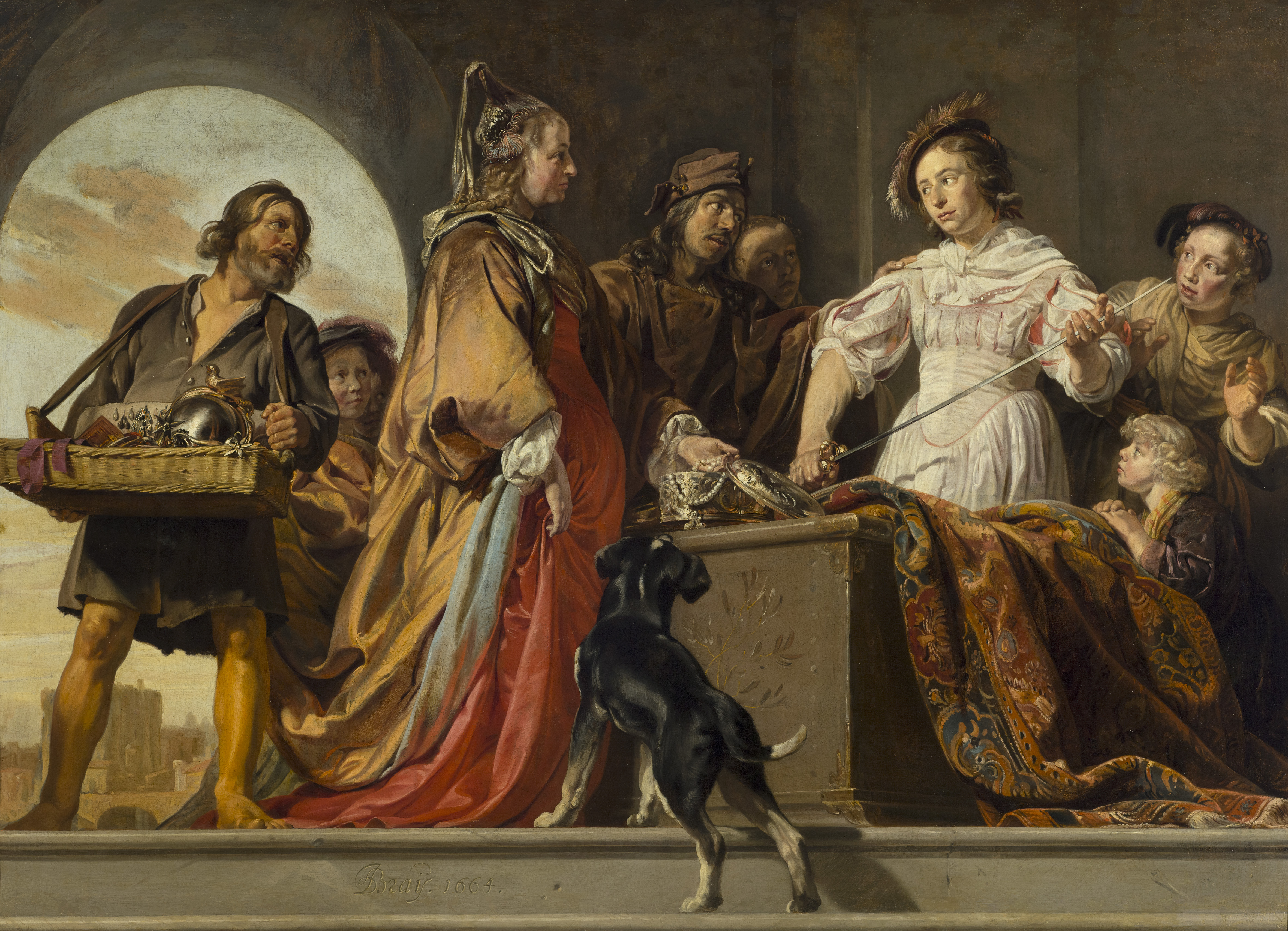
Achille découvert par Ulysse de Jan de Bray (1664).

Cette partie des mythes de la guerre de Troie a fait l'objet de nombreuses œuvres d'art au cours des siècles. Du point de vue d'Achille, de Déidamie ou d'un observateur neutre, un certain nombre de thèmes ont retenu l'attention dans les œuvres et les récits ultérieurs, allant des aspects comiques du travestissement et des malentendus qu'il entraîne aux différences entre les sexes, à l'héroïsme, à l'amour homosexuel et hétérosexuel et aux rites d'initiation, en passant par le viol, l'inceste et la violence domestique,.
Si la plupart des versions ultérieures remontent essentiellement à la version de Stace, du Ier siècle, l'histoire d'Achille à Skýros est connue avant cela. Il existe des références à des œuvres de Polygnote et d'Atheníon de Marónia (en), ainsi qu'à une pièce de théâtre d'Euripide du Ve siècle av. J.-C., aujourd'hui perdue.
L'une des versions les plus anciennes et les mieux étudiées de l'histoire à la Renaissance est la pièce El Aquiles de Tirso de Molina (1612),,, suivie d'un certain nombre d'autres pièces espagnoles sur le même sujet. L'un de ses points forts est le changement d'Achille, qui passe de la fuite de la guerre au statut de héros de guerre. Cette évolution est soulignée par les nombreux changements et transformations utilisés dans la pièce. Mais les thèmes plus typiques de la confusion des sexes et de l'amour homosexuel sont également apparents, et renforcés par l'indication que le rôle d'Achille doit être joué par une femme,.
Achille à Skýros a souvent été utilisé comme thème d'un opéra ou d'un ballet, le livret de Pietro Metastasio étant le plus populaire. Le premier opéra inspiré de cette histoire semble avoir été La finta pazza de Francesco Sacrati, sur un livret de Giulio Strozzi. C'est le premier et probablement le plus populaire des opéras du XVIIe siècle. Il a été joué pour la première fois lors de l'inauguration, en 1641, du Teatro Novissimo (it) de Venise. C'était la première fois qu'un bâtiment était créé spécifiquement pour présenter des opéras. Anna Renzi en était la chanteuse principale. La production a ensuite été jouée à de nombreuses reprises dans toute l'Italie et à l'étranger, y compris en 1645 à Paris, où c'était la deuxième fois qu'un opéra était mis en scène en France.
Le livret de Metastasio est utilisé pour la première fois pour un opéra en 1736 par Antonio Caldara, à l'occasion du mariage de Marie-Thérèse d'Autriche avec le futur empereur du Saint-Empire, François Ier. En raison du court préavis donné pour le mariage, le livret est terminé au bout de 18 jours seulement, alors que Metastasio avait habituellement besoin de trois mois. Malgré cela, l'œuvre connait un succès raisonnable et est utilisée pendant des décennies, mise en musique par au moins 29 compositeurs. Parmi les autres versions, citons l'opéra de Domenico Sarro de 1737, utilisé pour l'inauguration du Teatro San Carlo, l'opéra de Naples, et mettant en scène Vittoria Tesi,.

### Littérature
- vers le Ier siècle av. J.-C. : Epithalamium d'Achille et de Deidameia, anonyme, parfois attribué à Bion de Smyrne.
- Ier siècle : Achilléide de Stace.
- IIe siècle : Le discours de l'ambassade à Achille (Op. 16 Behr) d'Aelius Aristide, section 17 (Behr)
- XIe siècle : Deidamia Achilli, une épître ovidienne anonyme de Déidamie à Achille[2]
- XIVe siècle : L'histoire est évoquée dans la Divine Comédie de  Dante, Purgatorio (chapître 9 -  vers 34-42[2]).
- 1805 : Achille à Scyros de Jean-Charles-Julien Luce de Lancival
- 1890 : Achilles in Scyros de Robert Bridges
- 1935 : Achille ou le mensonge de Marguerite Yourcenar, également publié sous le titre Déidamie.
- 1995 : Achilles Speaks of His Deception in the Court of Lykomedes (Achille parle de sa déception à la cour de Lycomède) de Michael Martone (en)[note 2]
- 1998 : L'histoire d'Achille à Skýros est incluse dans la bande dessinée L'Âge de bronze d'Eric Shanower.
- 2011 : Une version de cette histoire est incluse dans le roman de fiction historique contemporain Le Chant d'Achille (en)  de Madeline Miller.

### Peinture
- Ve siècle av. J.-C. : Achille à Skyros de Polygnote
- IV ou IIIe siècle av. J.-C. :  Atheníon de Marónia (en) a peint une image d'Ulysse découvrant Achille  sur un vêtement de jeune fille[13]
- Ier siècle av. J.-C. : La Chambre d'Achille à Skyros, décorée de fresques, dans la Maison dorée à Rome.
- Ier siècle : Peintures murales anonymes d'Achille à Skyros, dans la Maison des Dioscures et dans d'autres lieux de Pompei[14].
- Début du XVIIe siècle : Ulysse reconnaît Achille (déguisé en femme) parmi les filles de Lycomède, par Frans Francken le Jeune.
- 1649-1650 : Découverte d'Achille sur Skyros de Nicolas Poussin[15].
- 1669 : Achille parmi les filles de Lycomède d'Adrien Dassier[16].
- XVIIe siècle : Achille et Ulysse quittant Skýros par Claude François.
- avant 1738 : Achille et les filles de Licomede, Niccolò Bambini.
- Achille parmi les filles de Lycomède, Pieter van Lint.
- Deux tableaux d'Achille à Skyros de Giovanni Pietro Bellori.
- 1745 : Achille à la cour du roi Lycomède avec ses filles par Pompeo Batoni.

### Tapisserie
- milieu du XVIIIe siècle : Achille chez les filles de lycomède à Skyros, reconnu par Ulysse, désormais conservé à l'hôtel de Soubise, Paris.

### Mosaïque
- Achille à Skyros, mosaïque de  Zeugma, Commagène.
- Achille à Skyros découvert par Ulysse, mosaïque de la Villa romaine de La Olmeda en Espagne.
- Achille à Skyros, mosaïque de la Villa gallo-romaine d'Orbe-Boscéaz en Suisse

### Sculpture
- 1695: Achille à Scyros de Philibert Vigier situé au Tapis Vert du  jardin de Versailles

### Théâtre
- Ve siècle av. J.-C. : Skyrioi d'Euripide (perdu mais décrit comme une pièce de théâtre au sujet d'Achille se cachant à Skýros)
- 1612 : El Aquiles de Tirso de Molina[3]
- vers 1640 : El caballero dama (Le gentilhomme dame) de Cristóbal de Monroy y Silva (es)[3]
- 1653 : El monstruo de los jardines (Le monstre des jardins) de Pedro Calderón de la Barca[3]

### Opéra
- 1641 : La finta pazza de Francesco Sacrati (musique) et Giulio Strozzi (livret).
- 1663: L'Achille in Sciro de Giovanni Legrenzi (musique) et Ippolito II Bentivoglio (it) (livret).
- 1663 : Achille riconosciuto d'Antonio Draghi (musique) et Francesco Ximenes (livret).
- 1712 : Tetide in Sciro de Domenico Scarlatti (musique) et Carlo Sigismondo Capece (livret)[9].
- 1727 : Tetide in Sciro, œuvre anonyme exécutée à l'opéra de František Antonín Špork à Prague, et probablement basée sur le livret de Bentivoglio
- 1733 : Achilles de John Gay[9].
- 1735 : Achille et Déidamie d'André Campra (musique) et Antoine Danchet (livret)
- 1736 : Achille in Sciro (en) d'Antonio Caldara (musique) et Metastasio (livret)
- 1737 : Achille in Sciro (en) de Domenico Sarro (musique) et Metastasio (livret)
- 1738 : Achille in Sciro de Giuseppe Arena (musique) et Metastasio (livret)
- 1739 : Achille in Sciro de Pietro Chiarini (musique) et Metastasio (livret) (adapté par Bartolomeo Vitturi)
- 1740 :Achille in Sciro de Leonardo Leo.
- 1741 : Deidamia de Georg Friedrich Haendel (musique) et Paolo Antonio Rolli (livret)
- 1744 : Achille in Sciro de Francesco Corselli (musique) et Metastasio (livret)
- 1745 : Achille in Sciro de Gennaro Manna (musique) et Metastasio (livret)
- 1747 : Achille in Sciro de Giovanni Battista Runcher (musique) et Metastasio (livret)
- 1749 : Achille in Sciro de Niccolò Jommelli (musique) et Metastasio (livret)
- 1751 : Achille in Sciro de Gregorio Sciroli (musique) et Metastasio (livret)
- 1754 : Achille in Sciro d'Antonio Maria Mazzoni (en) (musique) et Metastasio (livret)
- 1759 : Achille in Sciro de Johann Adolf Hasse (musique) et Metastasio (livret)
- 1759 : Achille in Sciro de Giuseppe Sarti (musique) et Metastasio (livret)
- 1764 : Achille in Sciro de Ferdinando Bertoni (musique)
- 1765 : Achille in Sciro de Johann Friedrich Agricola (musique) et Metastasio (livret)
- 1766 : Achille in Sciro de Florian Leopold Gassmann (musique) et Metastasio (livret)
- 1767 : L'Achille in Sciro de Johann Gottlieb Naumann
- 1772 : Achille in Sciro de  Antonio Amicone
- 1773 : Achilles in Petticaots de Thomas Augustine Arne (musique) et John Gay (livret)
- 1774 : Achille in Sciro de Pasquale Anfossi (musique) et Metastasio (livret)
- 1774 : Achille in Sciro de Pietro Pompeo Sales (en) (musique) et Metastasio (livret)
- 1778 : Achille in Sciro de Giovanni Paisiello
- 1785 : Achille in Sciro de Gaetano Pugnani
- 1794 : Achille in Sciro de Marcello Bernardini et Metastasio (livret)
- 1800 : Achille in Sciro : Commedia dramatica per musica, livret de Publio Quintiliano Settimio
- 1825 : Achille in Sciro de Pietro Antonio Coppola (musique) et Rapisarda (livret)
- 1857 : Achille à Scyros de François Anatole Laurent de Rillé (opérette)

### Ballet
- 1804 : Achille à Scyros de Pierre Gardel (ballet) et Luigi Cherubini (musique).
- 1830 : Achilles at Scyros de Carlo Blasis.
- 1921 : Achilles auf Skyros d'Egon Wellesz (musique) d'après Hugo von Hofmannsthal.

## Galerie

Achille et les filles de Licomede de Niccolò Bambini.
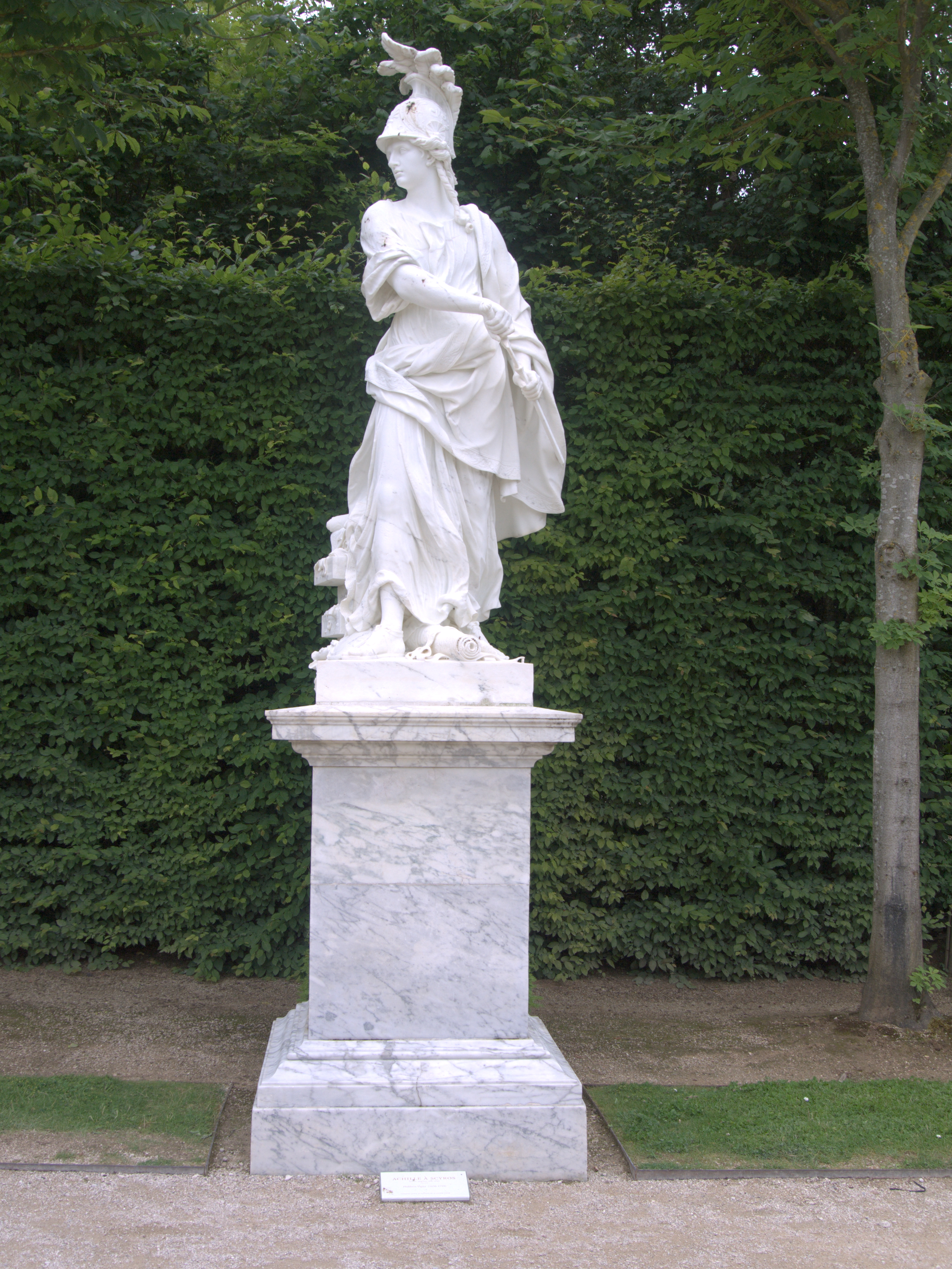
Achille à Scyros de Philibert Vigier (Jardin de Versailles).
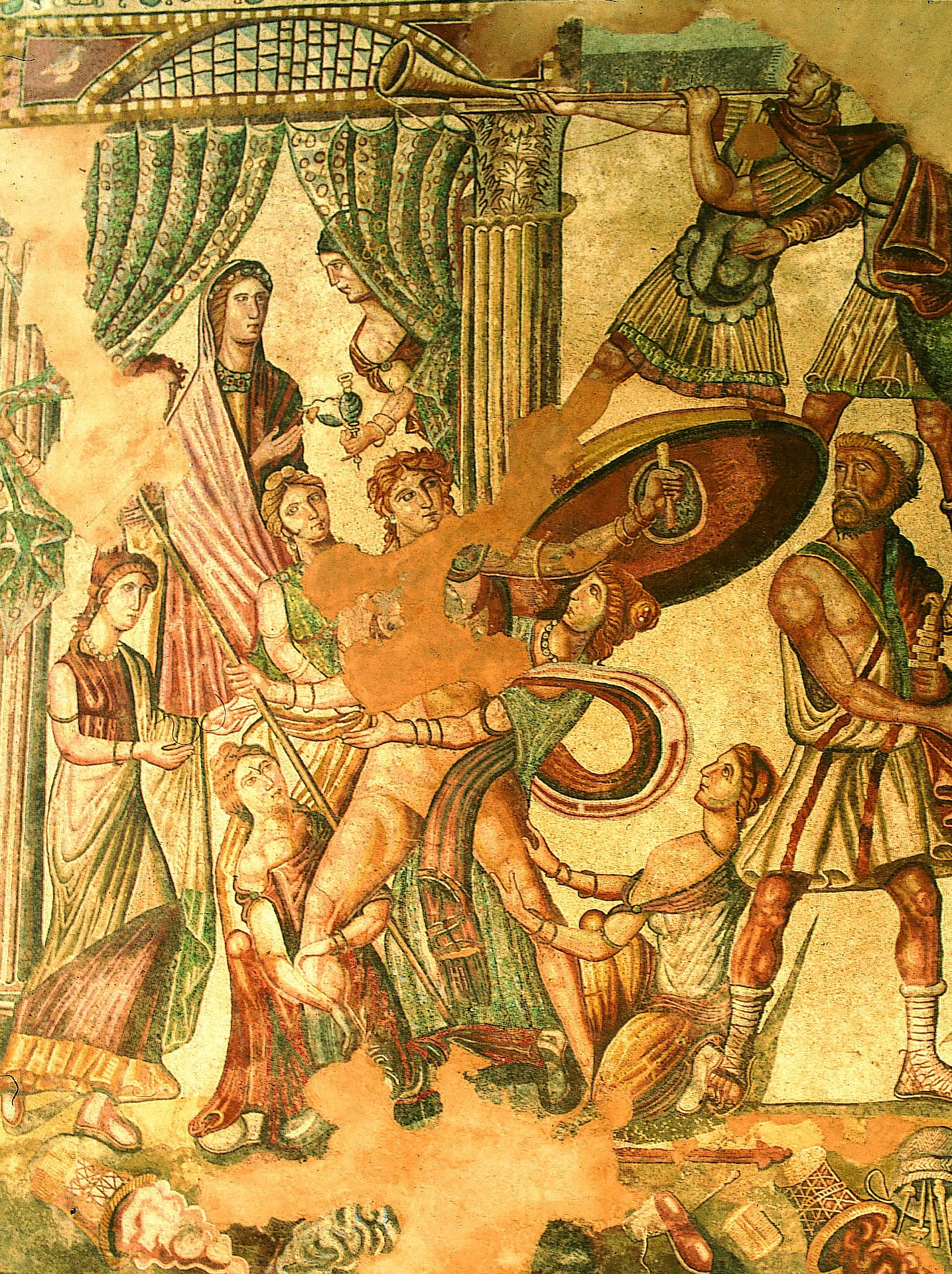
Achille adoré par les princesses de Skyros, une scène de l'Achilléide où Ulysse le découvre déguisé en femme et caché parmi les princesses de la cour royale de Skýros. Mosaïque romaine tardive de la villa romaine de La Olmeda en Espagne, IVe – Ve siècle.
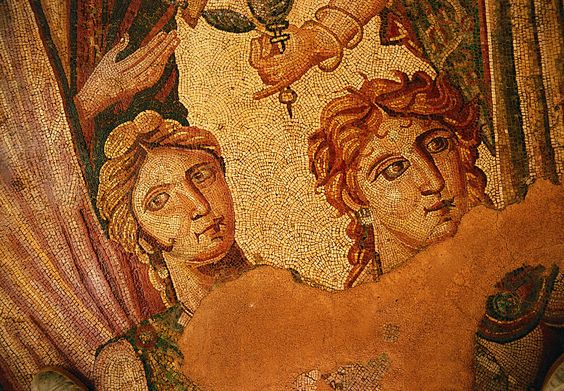
Détail de la mosaïque.
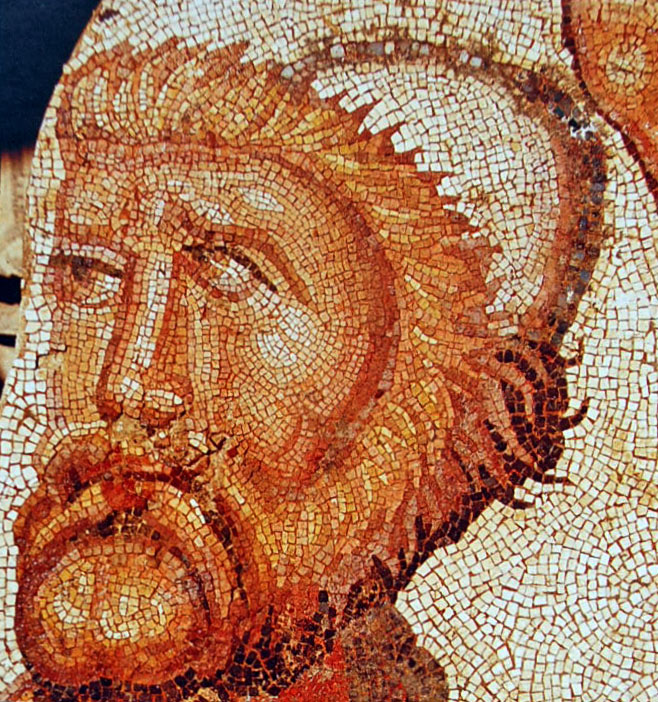
Détail de la mosaïque.